# 老城集市广场 (华沙)
52°14′59″N 21°00′44″E / 52.2497°N 21.0122°E

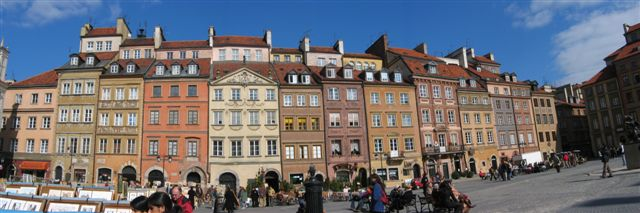
华沙老城集市广场

老城集市广场（Rynek Starego Miasta）是波兰首都华沙老城的核心。直到18世纪末，此处也是整个华沙的核心。老城集市广场拥有独特的波兰传统餐厅、咖啡馆和商店。这也是华沙最古老的部分，和该市最重要的旅游名胜之一。华沙起义后，它曾被德国军队有系统地摧毁，二战结束后，又被小心翼翼地恢复为原来的模样。

## 历史
老城集市广场可以追溯到华沙初创的时期，13世纪末。当时，行会代表和商人们聚集在市政厅，有时也执行死刑。1607年大火以前，周边是哥特式建筑；此后改建为文艺复兴式。19世纪，华沙迅速发展，老城失去商业和行政中心的地位。
在1939年波兰战役期间，该区域大部分被所摧毁，在可怕的空袭中，德国空军有目的地瞄准了该市的住宅区和历史地标。
1944年华沙起义被镇压后，老城集市广场被德国军队有系统地摧毁。今天的这些建筑重建于1948年到1953年，当时尽可能地使用了原来的砖块，建在原来的位置上，保持了17世纪富裕商人们最初兴建时的模样。

## 特写

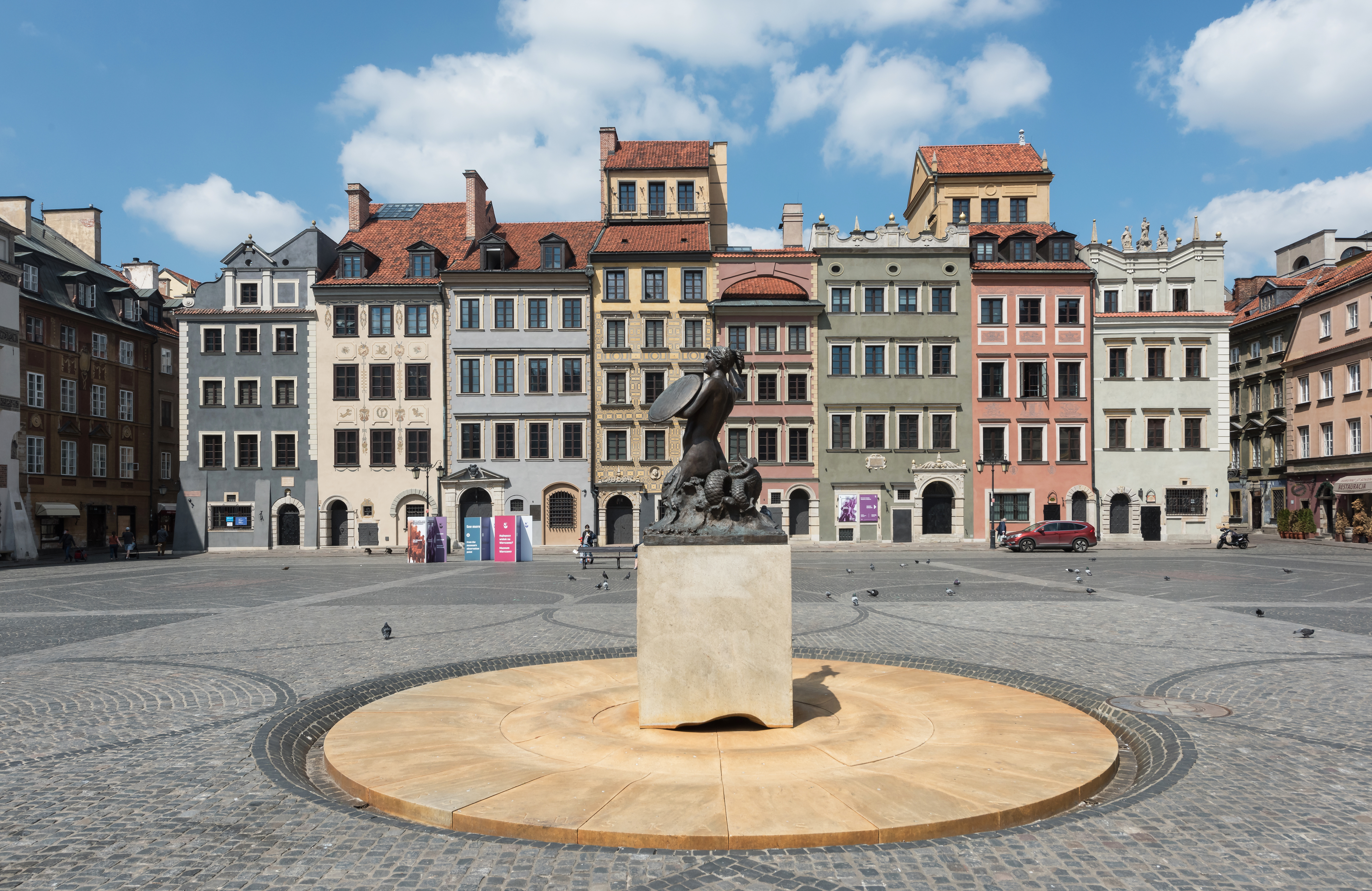
Dekert's Side

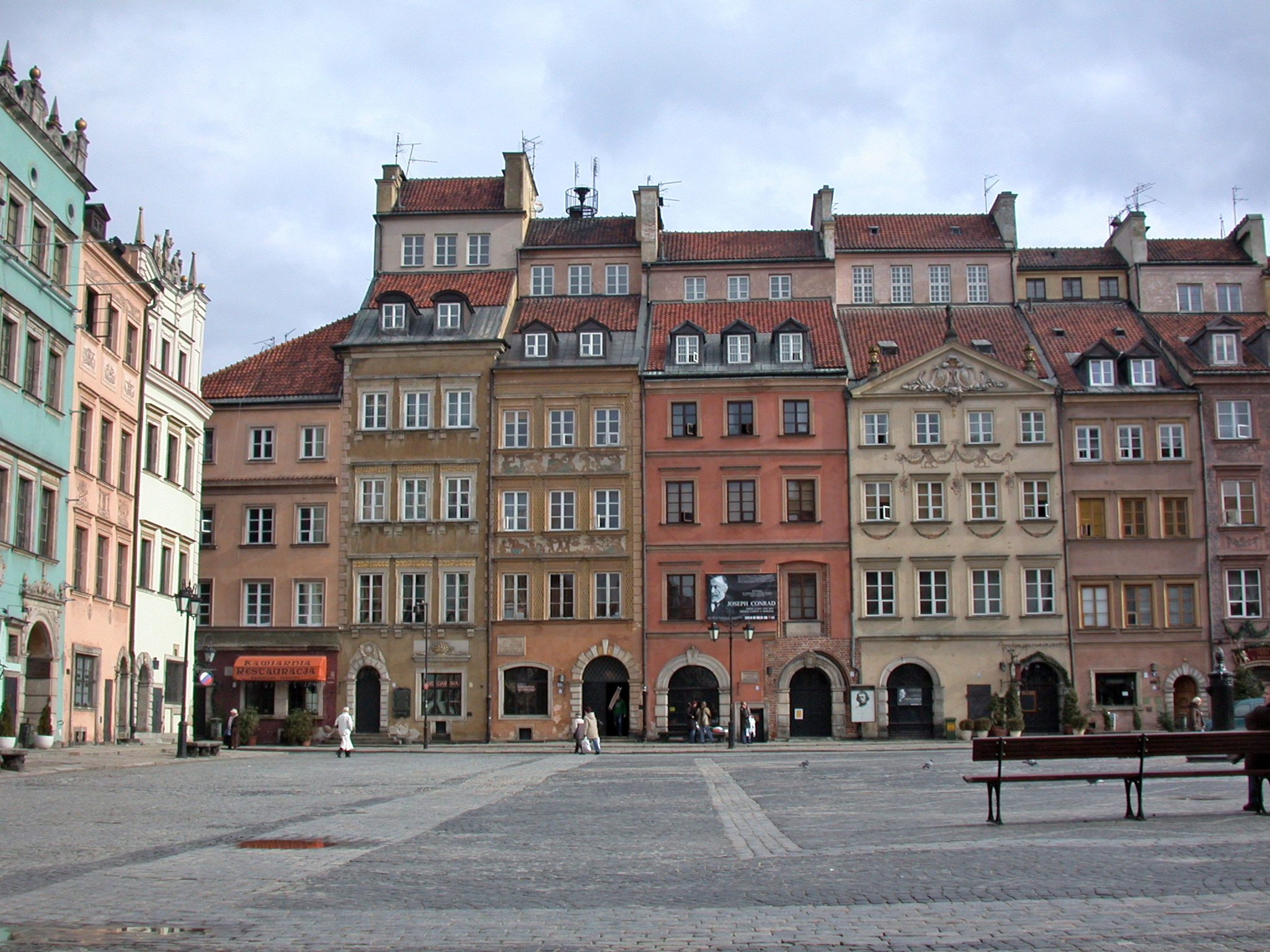
Barss' Side

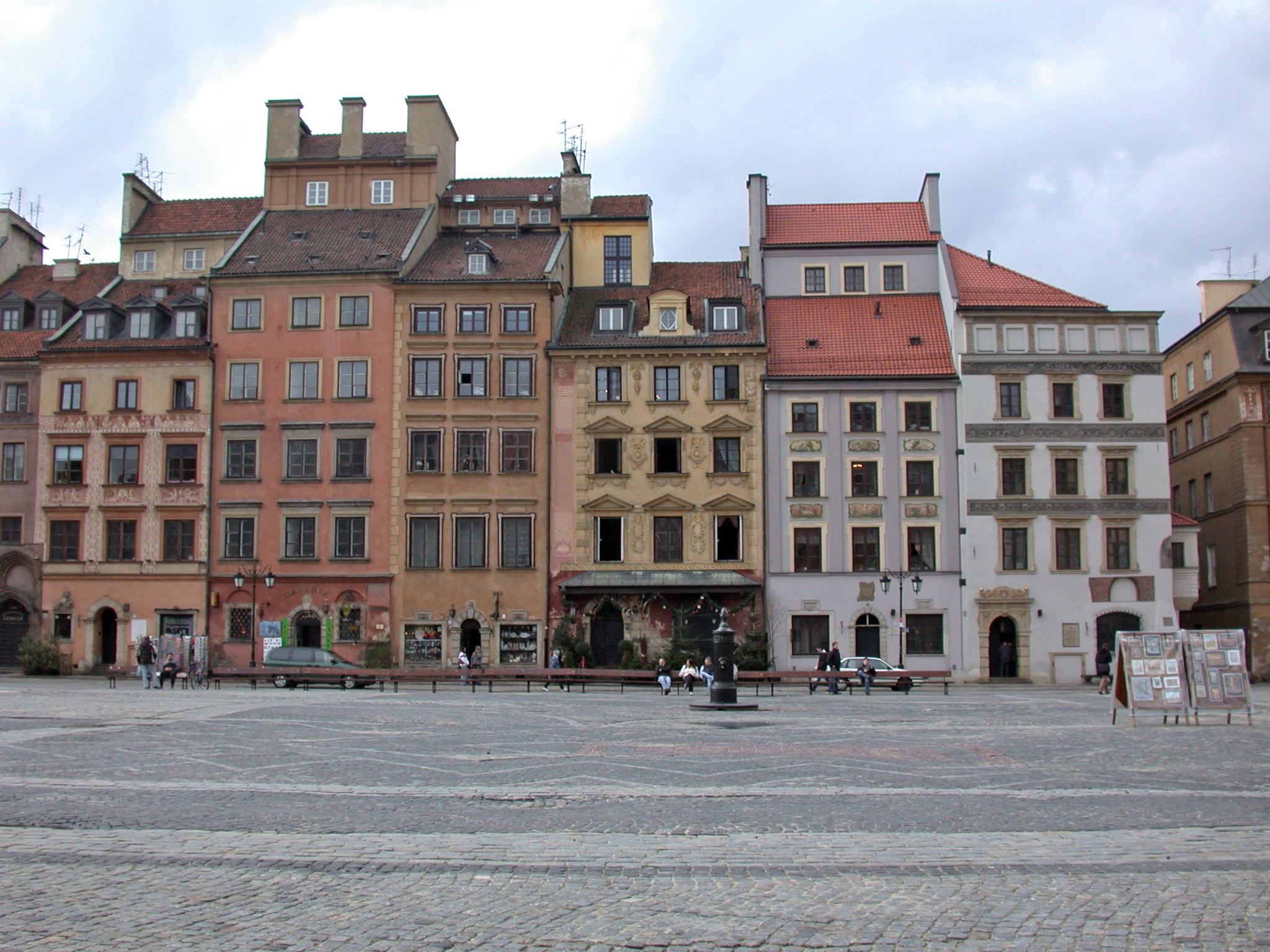
Kołłątaj's Side

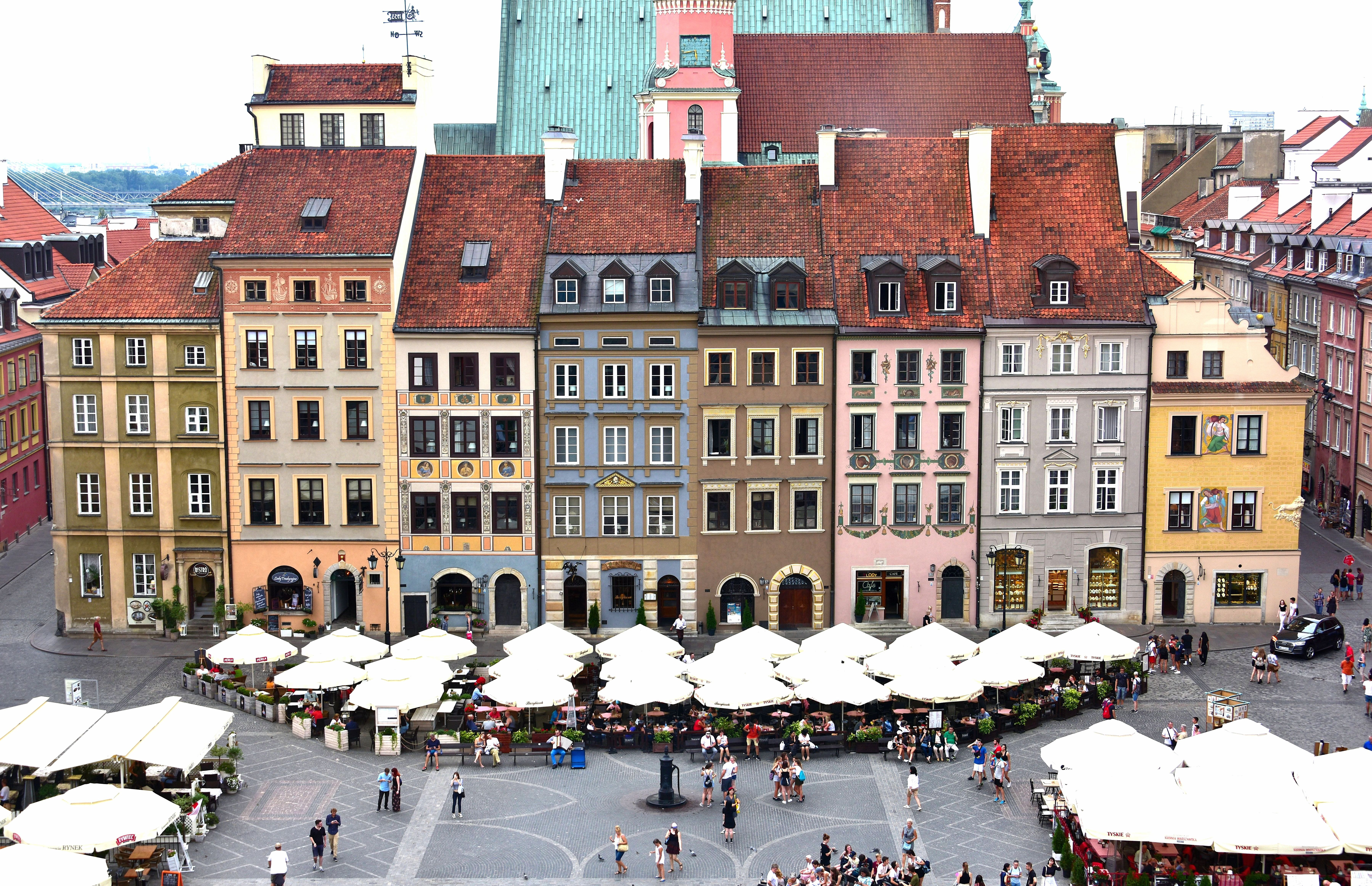
Zakrzewski's Side

老城集市广场面积广阔（90米×73米），其四面分别以18世纪波兰最著名的议员命名： 
这个广场是由瓦里奥·沃伊切赫维护，他身着包括红色服装和曲剑的传统服饰。